# Natalja Lasjtjenova
Natalja Lasjtjenova född den 16 september 1973 i Jelgava, Lettland, är en sovjetisk gymnast.
Hon tog OS-guld i lagmångkampen i samband med de olympiska gymnastiktävlingarna 1988 i Seoul.